# Acomys kempi
Acomys kempi là một loài động vật có vú trong họ Chuột, bộ Gặm nhấm. Loài này được Dollman mô tả năm 1911.
Loài chuột gai này được tìm thấy ở Kenya, Somalia và Tanzania. Môi trường sống tự nhiên của nó là sa mạc khô và các khu vực đá. Loài này một trong hai loài động vật có vú, loài còn lại là loài chuột gai châu Phi, có thể tự lột bỏ da của mình. Ngoài ra (và kết quả là), nó được biết là có khả năng tái tạo hoàn toàn mô bị tổn thương, bao gồm nang lông, da, tuyến mồ hôi, lông và sụn.